# Darling (Misisipi)
Darling es un lugar designado por el censo ubicado en el condado de Quitman en el estado estadounidense de Misisipi. En el año 2010 tenía una población de 226 habitantes.

## Geografía
Darling se encuentra ubicado en las coordenadas 34°21′28.03″N 90°16′18.96″O / 34.3577861, -90.2719333.